# Amine Harit
Amine Harit (Pontoise, 18 juni 1997) is een Marokkaans-Frans voetballer die doorgaans als offensieve middenvelder speelt. Hij tekende in 2023 bij Olympique Marseille. Harit debuteerde in 2017 in het Marokkaans voetbalelftal.

## Clubcarrière

### Nantes
Harit speelde in de jeugd voor onder andere Paris Saint-Germain en Red Star Paris, maar hij debuteerde voor FC Nantes op 13 augustus 2016 in de Ligue 1, uit tegen Dijon FCO. Hij speelde meteen de volledige wedstrijd.
Zijn eerste doelpunt volgde op 16 december 2016, toen Harit uit bij Angers SCO na rust wist te scoren. Na een succesvol debuutseizoen waarin hij vierendertig keer in actie kwam, toonden grote clubs als Bayern Munchen en Schalke 04 interesse in de jonge Marokkaan. Schalke 04 bevestigde op 10 juli 2017 dat Harit een vierjarig contract had getekend. De Duitse club betaalde zo'n acht miljoen euro aan Nantes, met tot twee miljoen extra in het vooruitzicht aan eventuele bonussen.

### Schalke 04
In de loop naar het seizoen 2017/18 verdiende Harit in de voorbereiding een basisplaats bij Schalke en hield die het hele seizoen vast. Hij speelde in zijn debuutseizoen 35 wedstrijden waarin hij drie keer scoorde, onder andere in de derby tegen aartsrivaal Borussia Dortmund. Harit eindigde met Schalke op de tweede plaats in de Bundesliga. Ook werd Harit uitgeroepen tot het grootste talent van de Bundesliga.
Na zijn debuutjaar mocht Harit het nu met Schalke laten zien in de UEFA Champions League. Hij kwakkelde dat seizoen met blessures en werd tijdelijk geschorst om disciplinaire redenen. Na zijn terugkeer vocht hij met Schalke lang tegen degradatie. Schalke eindigde dat seizoen op de veertiende plaats in de competitie. Harit kwam 25 keer in actie waarin hij één keer scoorde.
In de voorbereiding op het seizoen 2019/20 heroverde Harit zijn basisplaats. Hij scoorde in de eerste zes wedstrijden vier keer en werd uitgeroepen tot 'speler van de maand' in de Bundesliga.

## Clubstatistieken
| Seizoen         | Club                  | Competitie      | Competitie | Competitie | Beker | Beker | Internationaal | Internationaal | Totaal | Totaal |
| Seizoen         | Club                  | Competitie      | Wed.       | Dlp.       | Wed.  | Dlp.  | Wed.           | Dlp.           | Wed.   | Dlp.   |
| --------------- | --------------------- | --------------- | ---------- | ---------- | ----- | ----- | -------------- | -------------- | ------ | ------ |
| 2016/17         | FC Nantes             | Ligue 1         | 30         | 1          | 4     | 0     | —              | —              | 34     | 1      |
| 2017/18         | FC Schalke 04         | Bundesliga      | 31         | 3          | 4     | 0     | —              | —              | 35     | 3      |
| 2018/19         | FC Schalke 04         | Bundesliga      | 18         | 1          | 2     | 0     | 5              | 0              | 25     | 1      |
| 2019/20         | FC Schalke 04         | Bundesliga      | 25         | 6          | 3     | 1     | —              | —              | 28     | 7      |
| 2020/21         | FC Schalke 04         | Bundesliga      | 28         | 2          | 3     | 0     | —              | —              | 31     | 3      |
| 2021/22         | → Olympique Marseille | Ligue 1         | 23         | 4          | 2     | 1     | 9              | 0              | 34     | 5      |
| 2022/23         | → Olympique Marseille | Ligue 1         | 10         | 0          | 0     | 0     | 6              | 1              | 16     | 1      |
| 2023/24         | Olympique Marseille   | Ligue 1         | 18         | 1          | 0     | 0     | 8              | 1              | 26     | 2      |
| Carrière totaal | Carrière totaal       | Carrière totaal | 183        | 18         | 18    | 2     | 28             | 2              | 229    | 22     |

Bijgewerkt t/m 13 februari 2024

## Interlandcarrière
Harit won in juli 2016 met Frankrijk –19 het EK –19 in Duitsland. In de finale werd Italië –19 met 4–0 verslagen. Hij speelde vijf wedstrijden op dat toernooi. Ondanks de jeugdinterlands met Frankrijk koos Harit voor een interlandcarrière bij Marokko. Hij debuteerde op 7 oktober 2017 in een WK-kwalificatie wedstrijd tegen Gabon. Bondscoach Hervé Renard nam Harit mee naar het WK 2018, waarop hij één keer in actie kwam.